# Piotr Orżewski
Piotr Orżewski (ur. 1839, zm. 1897) – generał major armii Imperium Rosyjskiego, szef żandarmerii w guberni warszawskiej Królestwa Polskiego (od 1873 r.), komendant Samodzielnego Korpusu Żandarmów (1882–1887), generał-gubernator wileński, kowieński i grodzieński (1893–1897).